# Oleg Grebnev
Oleg Nikolayevich Grebnev (em russo:  Андрей Станиславович Барбашинский; Volgogrado, 4 de fevereiro de 1968) é um ex-handebolista russo, campeão olímpico.
Oleg Grebnev ele jogou sete jogos e marcou 2 gols na campanha olímpica de 1992.